# Peter Lee (hockey sur glace)
Pour les articles homonymes, voir Peter Lee.
Peter John Lee (né le 2 janvier 1956 à Ellesmere en Angleterre) est un joueur professionnel de hockey sur glace. Il fut également entraîneur professionnel de hockey.

## Carrière en club
Lee commence sa carrière junior en jouant dans l'Association de hockey de l'Ontario - aujourd'hui  Ligue de hockey de l'Ontario - avec les 67's d'Ottawa en 1971-1972. Il fait parler de lui en 1975-1976 en inscrivant 81 buts. À la fin de la saison, il reçoit alors le trophée Red-Tilson en tant que meilleur joueur mais aussi le prix du joueur de la saison de la Ligue canadienne de hockey. Il est également sélectionné dans la première équipe type de la saison de l'AHO après avoir été sélectionné dans la seconde l'année précédente.
Il se présente alors aux repêchages des deux grandes ligues d'Amérique du Nord : l'Association mondiale de hockey et la Ligue nationale de hockey. Il est choisi en tant que premier choix des Canadiens de Montréal de la LNH (12e choix) et en tant que troisième choix des Toros de Toronto (21e choix).
Il n'a pas de place dans l'effectif des Canadiens et commence donc sa carrière professionnelle en jouant dans la Ligue américaine de hockey avec les Voyageurs de la Nouvelle-Écosse. Malgré ces 33 buts lors de cette saison, les Canadiens de Montréal sont alors menés par Guy Lafleur, Pete Mahovlich et Steve Shutt et il ne parvient toujours pas à se faire une place dans l'équipe de la LNH. Au cours de la saison suivante, il joue tout de même dans la LNH mais avec les Penguins de Pittsburgh qu'il rejoint en compagnie de Mahovlich et en retour de Pierre Larouche et de considérations futures.
Lee trouve enfin sa place dans la LNH et joue aux côtés de Greg Malone et Rod Schutt. Malgré ces bonnes saisons - il inscrit 64 points en 1980-1981 - les Penguins vont mal et il n'a la possibilité de jouer qu'une vingtaine de matchs lors des séries éliminatoires.
À la suite de la saison 1982-1983, il quitte l'Amérique du Nord et rejoint le championnat Élite d'Allemagne. Au sein de l'équipe de Düsseldorf, DEG Metro Stars, il va faire parler de lui en inscrivant plus de 20 buts quasiment chaque saison jusqu'en 1993.
En 1993, il revient dans l'OHL pour les 67's d'Ottawa mais en tant qu'entraîneur de sa première franchise junior. Il reste deux ans à la tête de l'équipe avant de revenir jouer en Allemagne. Il joue une saison en seconde division pour le club de Wolfsbourg, Grizzly Adams Wolfsburg, puis retourne en Élite pour l'Eisbären Berlin pour deux dernières saisons.
Il raccroche ses patins pour de bon en 1997 mais c'est pour mieux revenir derrière le banc de l'équipe d'abord en tant qu'entraîneur adjoint puis en tant qu'entraîneur en chef. Il occupe le poste jusqu'en 2000 année où il devient directeur général de l'équipe.
En 2002, il devient entraîneur adjoint de l'équipe de Suisse tout en gardant son rôle pour l'équipe de Berlin.

### Trophées et honneurs personnels
- Ligue canadienne de hockey
  - Joueur de la saison 1975-1976
- Association de hockey de l'Ontario
  - Trophée Red-Tilson du meilleur joueur 1975-1976
- Deutsche Eishockey-Liga
  - Champion d'Allemagne en tant que joueur avec le DEG Metro Stars : 1990, 1991, 1992, 1993
  - Champion d'Allemagne en tant que directeur général du Eisbären Berlin : 2005 et 2006

## Statistiques
Pour les significations des abréviations, voir Statistiques du hockey sur glace.
| Saison     | Équipe                    | Ligue      |     | Saison régulière | Saison régulière | Saison régulière | Saison régulière | Saison régulière |    | Séries éliminatoires | Séries éliminatoires | Séries éliminatoires | Séries éliminatoires | Séries éliminatoires |
| Saison     | Équipe                    | Ligue      | PJ  | B                | A                | Pts              | Pun              | PJ               | B  | A                    | Pts                  | Pun                  |                      |                      |
| 1971-1972  | 67 d'Ottawa               | AHO        | 12  | 1                | 0                | 1                | 0                |                  |    |                      |                      |                      |                      |                      |
| 1972-1973  | 67 d'Ottawa               | OHA        | 63  | 25               | 51               | 76               | 110              |                  |    |                      |                      |                      |                      |                      |
| 1973-1974  | 67 d'Ottawa               | OHA        | 69  | 38               | 42               | 80               | 40               |                  |    |                      |                      |                      |                      |                      |
| 1974-1975  | 67 d'Ottawa               | OHA        | 70  | 68               | 58               | 126              | 82               |                  |    |                      |                      |                      |                      |                      |
| 1975-1976  | 67 d'Ottawa               | OHA        | 66  | 81               | 80               | 161              | 59               |                  |    |                      |                      |                      |                      |                      |
| 1976-1977  | Voyageurs de la N.-Écosse | LAH        | 76  | 33               | 27               | 60               | 88               | 12               | 5  | 3                    | 8                    | 6                    |                      |                      |
| 1977-1978  | Voyageurs de la N.-Écosse | LAH        | 23  | 8                | 11               | 19               | 25               |                  |    |                      |                      |                      |                      |                      |
| 1977-1978  | Penguins de Pittsburgh    | LNH        | 60  | 5                | 13               | 18               | 19               |                  |    |                      |                      |                      |                      |                      |
| 1978-1979  | Penguins de Pittsburgh    | LNH        | 80  | 32               | 26               | 58               | 24               | 7                | 0  | 3                    | 3                    | 0                    |                      |                      |
| 1979-1980  | Penguins de Pittsburgh    | LNH        | 74  | 16               | 29               | 45               | 20               | 4                | 0  | 1                    | 1                    | 0                    |                      |                      |
| 1980-1981  | Penguins de Pittsburgh    | LNH        | 80  | 30               | 34               | 64               | 86               | 5                | 0  | 4                    | 4                    | 4                    |                      |                      |
| 1981-1982  | Penguins de Pittsburgh    | LNH        | 74  | 18               | 16               | 34               | 98               | 3                | 0  | 0                    | 0                    | 0                    |                      |                      |
| 1982-1983  | Skipjacks de Baltimore    | LAH        | 14  | 11               | 6                | 17               | 12               |                  |    |                      |                      |                      |                      |                      |
| 1982-1983  | Penguins de Pittsburgh    | LNH        | 63  | 13               | 13               | 26               | 10               |                  |    |                      |                      |                      |                      |                      |
| 1983-1984  | DEG Metro Stars           | DEL        | 46  | 25               | 24               | 49               | 56               |                  |    |                      |                      |                      |                      |                      |
| 1984-1985  | DEG Metro Stars           | DEL        | 33  | 29               | 34               | 63               | 55               | 4                | 3  | 0                    | 3                    | 27                   |                      |                      |
| 1985-1986  | DEG Metro Stars           | DEL        | 41  | 47               | 49               | 96               | 58               |                  |    |                      |                      |                      |                      |                      |
| 1986-1987  | DEG Metro Stars           | DEL        | 43  | 40               | 35               | 75               | 67               |                  |    |                      |                      |                      |                      |                      |
| 1987-1988  | DEG Metro Stars           | DEL        | 44  | 35               | 36               | 71               | 42               |                  |    |                      |                      |                      |                      |                      |
| 1988-1989  | DEG Metro Stars           | DEL        | 36  | 31               | 34               | 65               | 46               | 11               | 11 | 7                    | 18                   | 14                   |                      |                      |
| 1989-1990  | DEG Metro Stars           | DEL        | 20  | 17               | 18               | 35               | 18               | 11               | 8  | 8                    | 16                   | 10                   |                      |                      |
| 1990-1991  | DEG Metro Stars           | DEL        | 37  | 23               | 26               | 49               | 26               |                  |    |                      |                      |                      |                      |                      |
| 1991-1992  | DEG Metro Stars           | DEL        | 44  | 24               | 20               | 44               | 24               |                  |    |                      |                      |                      |                      |                      |
| 1992-1993  | DEG Metro Stars           | DEL        | 44  | 29               | 26               | 55               | 28               |                  |    |                      |                      |                      |                      |                      |
| 1995-1996  | Grizzly Adams Wolfsburg   | DEL        | 16  | 14               | 11               | 25               | 61               |                  |    |                      |                      |                      |                      |                      |
| 1995-1996  | Eisbären Berlin           | DEL        | 21  | 7                | 6                | 13               | 36               |                  |    |                      |                      |                      |                      |                      |
| 1996-1997  | Eisbären Berlin           | DEL        | 50  | 14               | 14               | 28               | 42               |                  |    |                      |                      |                      |                      |                      |
| Totaux LNH | Totaux LNH                | Totaux LNH | 431 | 114              | 131              | 245              | 257              | 19               | 0  | 8                    | 8                    | 4                    |                      |                      |